# Amaneciendo en ti
Amaneciendo en ti es el nombre del noveno álbum de estudio del cantautor español José Luis Perales, producido por Danilo Vaona y Rafael Trabucchelli†. Fue publicado en 1984 y fue el último para la discográfica española Hispavox (absorbida completamente por EMI en 1985).
De este disco se desprenden los doble sencillo:
- Mientras duermen los niños/Carta para María (a mi hija) (1984)
- Tentación/Mi último espectador (1984)
- Samaritanas Del Amor/Hoy me acordé de ti (1984)

## Lista de canciones

### Disco de vinilo
| Lado A |                                |        |                                                   |          |  |
| N.º    | Título                         | Letras | Música                                            | Duración |  |
| 1.     | «Melodía perdida»              |        | Danilo Vaona (Arreglos)                           |          |  |
| 2.     | «Tentación»                    |        | Danilo Vaona (Arreglos)                           |          |  |
| 3.     | «Que triste se te ve»          |        | Danilo Vaona (Arreglos)                           |          |  |
| 4.     | «La madre»                     |        | Danilo Vaona (Arreglos)                           |          |  |
| 5.     | «Carta para María (a mi hija)» |        | Rafael Trabucchelli† y Agustín Serrano (Arreglos) |          |  |

| Lado B |                              |                 |                                                   |          |  |
| N.º    | Título                       | Letras          | Música                                            | Duración |  |
| 1.     | «Samaritanas Del Amor»       |                 | Rafael Trabucchelli† y Agustín Serrano (Arreglos) |          |  |
| 2.     | «Hoy me acordé de ti»        |                 | Rafael Trabucchelli† y Agustín Serrano (Arreglos) |          |  |
| 3.     | «Mi último espectador»       |                 | Rafael Trabucchelli† y Agustín Serrano (Arreglos) |          |  |
| 4.     | «A ti mujer»                 |                 | Rafael Trabucchelli† y Agustín Serrano (Arreglos) |          |  |
| 5.     | «Mientras duermen los niños» | Marisol Perales | Danilo Vaona (Arreglos)                           |          |  |

### Casete
| Lado A |                                |        |                                                   |          |  |
| N.º    | Título                         | Letras | Música                                            | Duración |  |
| 1.     | «Melodía perdida»              |        | Danilo Vaona (Arreglos)                           |          |  |
| 2.     | «Tentación»                    |        | Danilo Vaona (Arreglos)                           |          |  |
| 3.     | «Que triste se te ve»          |        | Danilo Vaona (Arreglos)                           |          |  |
| 4.     | «La madre»                     |        | Danilo Vaona (Arreglos)                           |          |  |
| 5.     | «Carta para María (a mi hija)» |        | Rafael Trabucchelli† y Agustín Serrano (Arreglos) |          |  |

| Lado B |                              |                 |                                                   |          |  |
| N.º    | Título                       | Letras          | Música                                            | Duración |  |
| 1.     | «Samaritanas Del Amor»       |                 | Rafael Trabucchelli† y Agustín Serrano (Arreglos) |          |  |
| 2.     | «Hoy me acordé de ti»        |                 | Rafael Trabucchelli† y Agustín Serrano (Arreglos) |          |  |
| 3.     | «Mi último espectador»       |                 | Rafael Trabucchelli† y Agustín Serrano (Arreglos) |          |  |
| 4.     | «A ti mujer»                 |                 | Rafael Trabucchelli† y Agustín Serrano (Arreglos) |          |  |
| 5.     | «Mientras duermen los niños» | Marisol Perales | Danilo Vaona (Arreglos)                           |          |  |

### CD
|       |                                |                 |                                                   |          |  |  |  |  |  |  |
| N.º   | Título                         | Letras          | Música                                            | Duración |  |  |  |  |  |  |
| 1.    | «Melodía perdida»              |                 | Danilo Vaona (Arreglos)                           | 3:51     |  |  |  |  |  |  |
| 2.    | «Tentación»                    |                 | Danilo Vaona (Arreglos)                           | 4:43     |  |  |  |  |  |  |
| 3.    | «Que triste se te ve»          |                 | Danilo Vaona (Arreglos)                           | 4:00     |  |  |  |  |  |  |
| 4.    | «La madre»                     |                 | Danilo Vaona (Arreglos)                           | 3:12     |  |  |  |  |  |  |
| 5.    | «Carta para María (a mi hija)» |                 | Rafael Trabucchelli† y Agustín Serrano (Arreglos) | 2:48     |  |  |  |  |  |  |
| 6.    | «Samaritanas Del Amor»         |                 | Rafael Trabucchelli† y Agustín Serrano (Arreglos) | 3:19     |  |  |  |  |  |  |
| 7.    | «Hoy me acordé de ti»          |                 | Rafael Trabucchelli† y Agustín Serrano (Arreglos) | 3:08     |  |  |  |  |  |  |
| 8.    | «Mi último espectador»         |                 | Rafael Trabucchelli† y Agustín Serrano (Arreglos) | 3:18     |  |  |  |  |  |  |
| 9.    | «A ti mujer»                   |                 | Rafael Trabucchelli† y Agustín Serrano (Arreglos) | 3:24     |  |  |  |  |  |  |
| 10.   | «Mientras duermen los niños»   | Marisol Perales | Danilo Vaona (Arreglos)                           | 4:23     |  |  |  |  |  |  |
| 36:04 |                                |                 |                                                   |          |  |  |  |  |  |  |

## Créditos y personal

### Músicos
- Arreglos:
  - Danilo Vaona
    - Lado A: 1, 2, 3 y 4
    - Lado B: 5

  - Rafael Trabucchelli† y Agustín Serrano
    - Lado A: 5
    - Lado B: 1, 2, 3 y 4

### Personal de grabación y posproducción
- Canciones compuestas por José Luis Perales
  - Lado A: 1, 2, 3, 4 y 5
  - Lado B: 1, 2, 3 y 4
- Canción escrita por Marisol Perales
  - Lado B: 5[4]
- Compañía discográfica: Hispavox
- Realización y dirección: Danilo Vaona y Rafael Trabucchelli†
- Ingeniero de sonido: Ángel Barco
- Fotografía: S. Carreño
- Ilustración: Zen

### Créditos y personal
- «DISCOGRAFÍA - AMANECIENDO EN TI». joseluisperales.net. 2012. Archivado desde el original el 26 de abril de 2012. Consultado el 15 de enero de 2013.

- Datos: Q5641736